# 長谷川刃物
長谷川刃物株式会社（はせがわはもの）は、岐阜県関市肥田瀬を拠点に、はさみ等の製品の企画、製造、販売を行う会社である。自社製品のブランドとして「CANARY」（キャナリー）および「HARAC」（ハラク）がある。

## 歴史
1933年（昭和8年）9月10日創業。主に刀剣の研削加工を手がけ、戦後、はさみの製造を開始した。1949年（昭和24年）12月30日、会社設立。1953年（昭和28年）、鋳鉄製の布用ピンキングばさみの製造を開始する。これは布をジグザグに切る世界初のはさみで、欧米への製品輸出戦略の一環として、1956年（昭和31年）に「CANARY」ブランドを商標登録した。
紙や布だけでなく、厚いカーペット生地用のはさみ、硬いステンレス板用のはさみ、さらに環境運動の高まりを受け、ガラス製の瓶からプラスチック製の注ぎ口だけを分別するはさみ、ペットボトルのラベルをはがすはさみといった製品を開発。製品のいくつかはグッドデザイン賞を受賞している。創業者一族の中には別会社でトヨタ自動車との取引を行う仕事に就く者もあり、そこで学んだトヨタイズム、すなわちトヨタ式のコスト管理手法が経営に活かされている。
販路は直接販売（直販）が売上高全体の約2割を占め、その他についてもハンズ（旧・東急ハンズ）のような有名店に対して優先的に卸を行っている。これは販売競争による値崩れ・ブランド価値の毀損を防ぐための戦略である。
高級、かつデザイン性の高い製品を世に出す一方、アフターサービスとして製品のメンテナンス（研磨）も手がけている。はさみは「研ぎ直せば一生使える」（引用）が同社のモットーである。

### 沿革
特記なき場合、同社CANARYカタログによる。
- 1933年（昭和8年） - 長谷川俊一、電動研磨機による刃物切削加工を開始。
- 1945年（昭和20年） - 名称を「長谷川刃物製作所」とする。はさみ製造を開始。
- 1949年（昭和24年） - 法人化、「株式会社長谷川刃物製作所」設立。
- 1950年（昭和25年） - 第一工場（関市相生町52）建設。
- 1952年（昭和27年） - 第二工場（関市朝日町、鋳造部門）建設。
- 1953年（昭和28年） - 世界初の鋳鉄製ピンキングばさみを製造開始。
- 1956年（昭和31年） - 「CANARY」商標登録。
- 1984年（昭和59年） - 本社工場建設。現社名に改称。
- 1987年（昭和62年） - 2代目社長に長谷川勝彦就任。
- 2004年（平成16年） - 「HARAC」商標登録。「株式会社はらく」設立。
- 2011年（平成23年） - 3代目社長に長谷川尚彦就任。
- 2014年（平成26年） - 本社ショールーム設置。

長谷川俊一は1980年（昭和55年）に藍綬褒章、1995年（平成7年）に勲四等瑞宝章を受章。長谷川勝彦は2005年（平成17年）に黄綬褒章を受章している。
長谷川勝彦が2代目社長となった1986年頃からアイデアはさみに取り組み始め、後に100種類以上を扱うようになった。

## 製品

### 主な製品
以下、公式ウェブサイトによる。表記はそれに準じた。

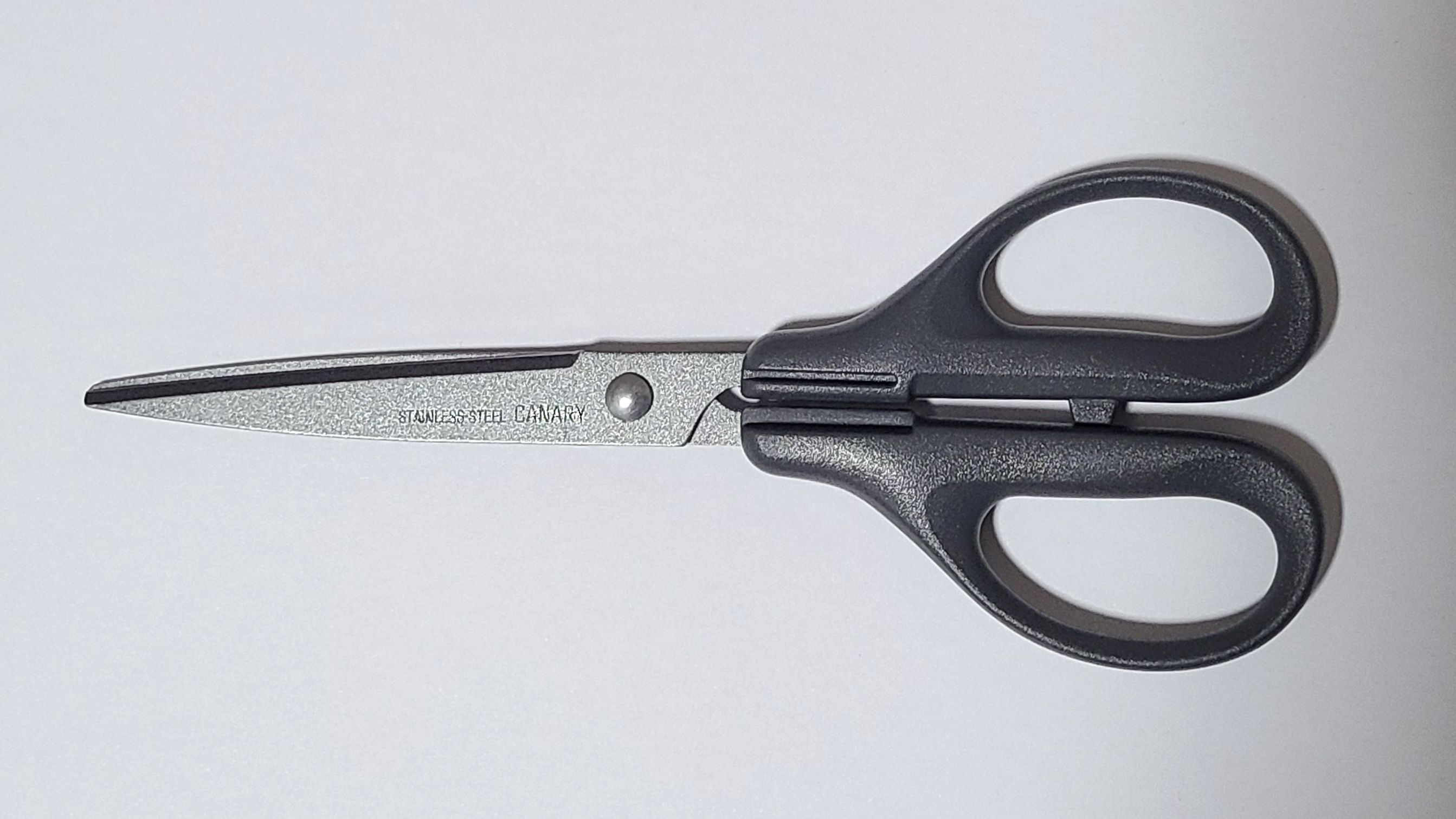
刃にフッ素樹脂加工を施した事務用先細はさみ「CANARY EP-175F」

- 事務ハサミ
- 布切ハサミ
- 工具ハサミ
- クラフトハサミ
- リサイクルハサミ
- 紙工作ハサミ
- キッチンハサミ
- ダンボールカッター
- 爪切り
- 自動車用緊急脱出支援用具
- 機械刃
- 特殊刃

### その他
日本国外市場開拓などを目的とした岐阜県による「海外デザイナー連携新商品開発事業」の一環で、同社は関市刀匠、スイスのアトリエ・オイ (atelier oï) 社との連携により「本関刀」を商品化した。関市第26代刀匠・藤原兼房が制作した刀身部分は岐阜の連なる山々が、針金状の純金を螺旋状に巻いた外装部分は受け継がれ行く刀匠の伝統が表現されている。受注生産品で、2023年5月の報道時点での価格は2700万円である。